# Phisalixella
Phisalixella är ett släkte ormar i familjen Lamprophiidae. Tillhörande arter listades fram till 2010 i släktet Stenophis.
Arterna är med en längd mellan 75 och 150 cm medelstora ormar och de har en smal bål. De lever på Madagaskar och klättrar i träd. Exemplar hittas ofta i regnskogar men de besöker även angränsande kulturlandskap med träd inklusive människans samhällen. Födan utgörs av ödlor och kanske även av groddjur. Honor lägger ägg.
Arter enligt The Reptile Database:
- Phisalixella arctifasciatus
- Phisalixella iarakaensis
- Phisalixella tulearensis
- Phisalixella variabilis